# Igor Levit

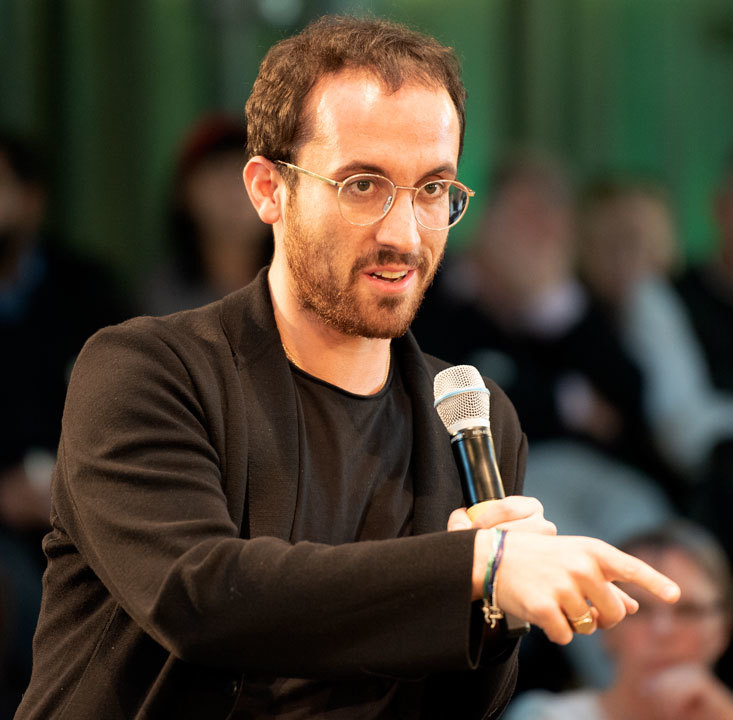
Igor Levit (2019)

Igor Levit [ˈiɡɔʀ ˈlevɪt] (russisch Игорь Семёнович Левит ‚Igor Semjonowitsch Lewit‘; * 10. März 1987 in Gorki, Russische SFSR, Sowjetunion) ist ein deutscher Pianist und politischer Aktivist. Seit 2019 ist er Professor für Klavier an der Hochschule für Musik, Theater und Medien Hannover. Seit der Saison 2022/23 ist er zudem Künstlerischer Co-Leiter des Musikfestivals Heidelberger Frühling an der Seite von Intendant Thorsten Schmidt.
Darüber hinaus ist er durch sein politisches Engagement für Humanismus und gegen Diskriminierung bekannt.

## Leben

### Jugend
Levits Mutter ist Elena Levit (geb. Rafajewitsch), eine habilitierte Musikpädagogin, Honorarprofessorin, Opern-Korrepetitorin und Enkelschülerin von Heinrich Neuhaus. Sein Vater Semjon war Bauingenieur. 1995 übersiedelte die Familie als jüdische Kontingentflüchtlinge von Russland nach Hannover, wo Levit das Kaiser-Wilhelm- und Ratsgymnasium besuchte.

### Künstlerisches Wirken

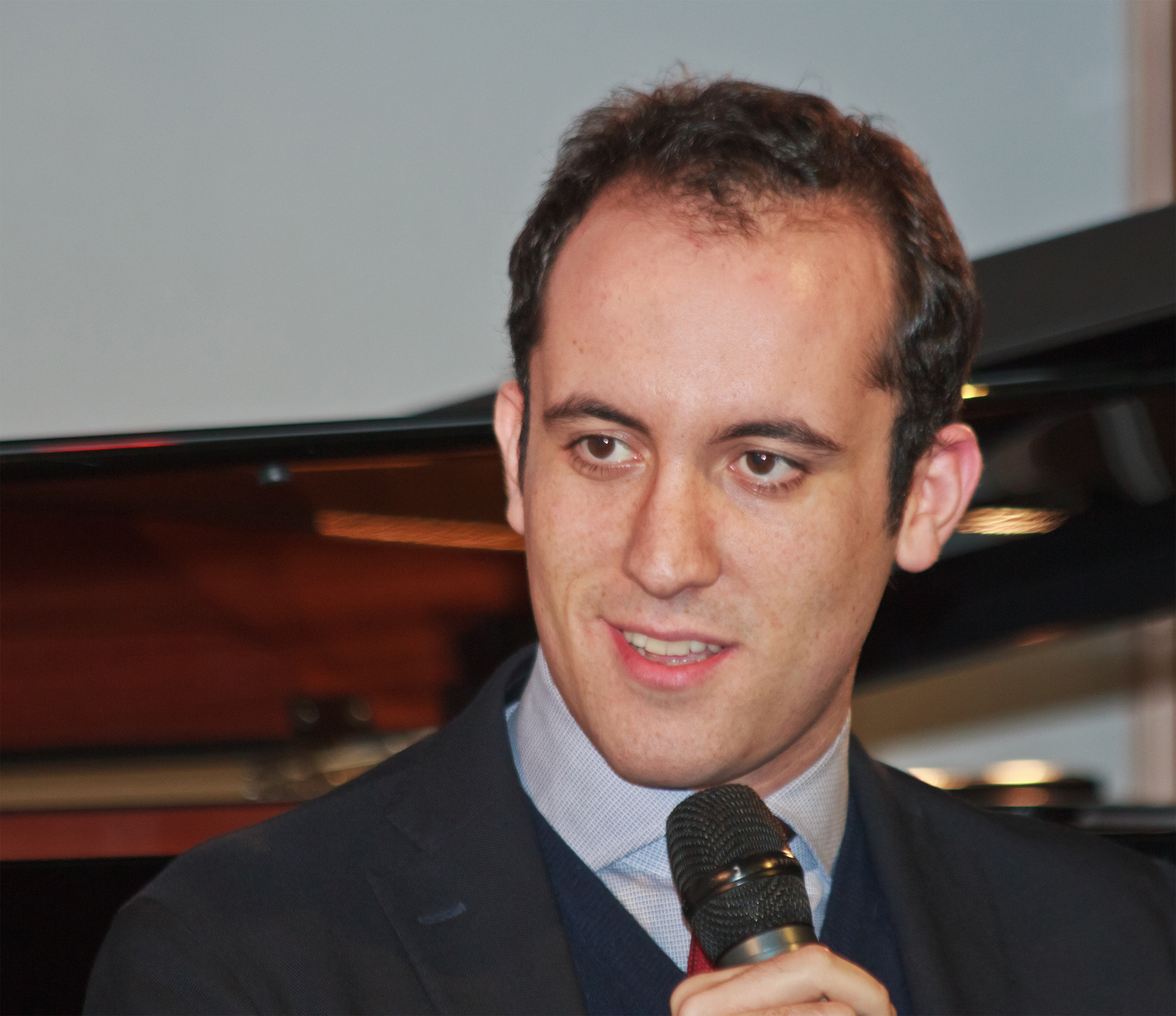
Igor Levit (2013)

Erste Unterweisung im Klavierspiel erhielt Levit im Alter von drei Jahren durch seine Mutter. Mit vier Jahren debütierte er als Solist mit einer Ecossaise von Ludwig van Beethoven, das erste Konzert gab er mit sechs mit dem Philharmonie-Orchester von Nischni Nowgorod, Händels F-Dur-Klavierkonzert. Levit nahm ab 1999 für ein Jahr am Mozarteum in Salzburg Klavierunterricht bei Hans Leygraf und begann anschließend 13-jährig sein Studium am neugegründeten Institut zur Frühförderung musikalisch Hochbegabter (IFF) der Hochschule für Musik, Theater und Medien in Hannover. An der Hochschule wurde er später von Karl-Heinz Kämmerling, Matti Raekallio und Bernd Goetzke unterrichtet. Großen Einfluss auf seinen musikalischen Werdegang weist Levit seinem Spiritus Rector, dem ungarischen Cembalisten und emeritierten Hochschulprofessor Lajos Rovatkay, zu, der ihn für die historische Aufführungspraxis begeisterte. Während des Studiums war er Stipendiat der Studienstiftung des deutschen Volkes. 2010 schloss Levit sein Studium ab. Für das Konzertexamen, u. a. mit den Diabelli-Variationen von Ludwig van Beethoven, bekam Levit die höchste Punktzahl in der Geschichte der Hochschule.
Seit 2000 konzertiert Levit in Europa, den USA und Israel. Klavierkonzerte spielte er mit dem English Chamber Orchestra, der NDR Radiophilharmonie Hannover, den Nürnberger Symphonikern, den Stuttgarter Philharmonikern und dem Israel Philharmonic Orchestra. Kammermusik machte er mit Mischa Maisky, Sergei Alexandrowitsch Krylow, Kim Kashkashian, Gavriel Lipkind und Daniel Müller-Schott. Mit Maxim Vengerov und Alisa Weilerstein spielte Levit im Klaviertrio. In 2013 hat Sony Classical einen exklusiven, langfristigen Plattenvertrag mit Igor Levit unterzeichnet. Seine erste Aufnahme für das Label erschien im Herbst desselben Jahres und enthielt die fünf letzten Klaviersonaten von Beethoven.
Seit Oktober 2019 ist Levit Professor für Klavier an der Hochschule für Musik, Theater und Medien Hannover.
Während der Corona-Pandemie 2020 gab Levit ab dem 12. März eine Reihe von 52 „Hauskonzerten“ über Twitter und Instagram. Diese wurden größtenteils live aus seiner Berliner Wohnung übertragen. Eines fand auf Einladung von Frank-Walter Steinmeier im Berliner Schloss Bellevue statt, wo er Beethovens Waldstein-Sonate spielte. Nach eigener Aussage hätten Menschen ihm nach den Live-Ausstrahlungen geschrieben und unendlich viele Geschichten mit ihm geteilt. Im Anschluss an diese Serie gab er in der Nacht vom 30. zum 31. Mai 2020 eine 15-stündige Live-Darbietung von Eric Saties Vexations, die auch über das Internet übertragen wurde. Im Juni 2021 war er der Solist beim weltweit übertragenen Sommernachtskonzert der Wiener Philharmoniker vor Schloss Schönbrunn, es dirigierte Daniel Harding. Am 31. Juli 2021 bewirkte er bei den Salzburger Festspielen, bei welchen er seit 2017 Solistenkonzerte gibt, mit einem Beethoven-Schubert-Prokofjew-Programm standing ovations. Das Konzert fand im Großen Festspielhaus statt. Wenige Tage später sprang er – ebenfalls in Salzburg – für Martha Argerich ein und übernahm den Klavierpart im Solistenkonzert des Geigers Renaud Capuçon. Am 20. April 2022 wurde im Rahmen des Internationalen Musikfestivals das 2. Klavierkonzert von William Bolcom durch Igor Levit und das Mahler Chamber Orchestra unter der Leitung von Elim Chan in der Aula der Neuen Universität Heidelberg uraufgeführt. Der Kompositionsauftrag des Musikfestivals Heidelberger Frühling wurde von Dietrich Götze gefördert.

### Politisches Engagement

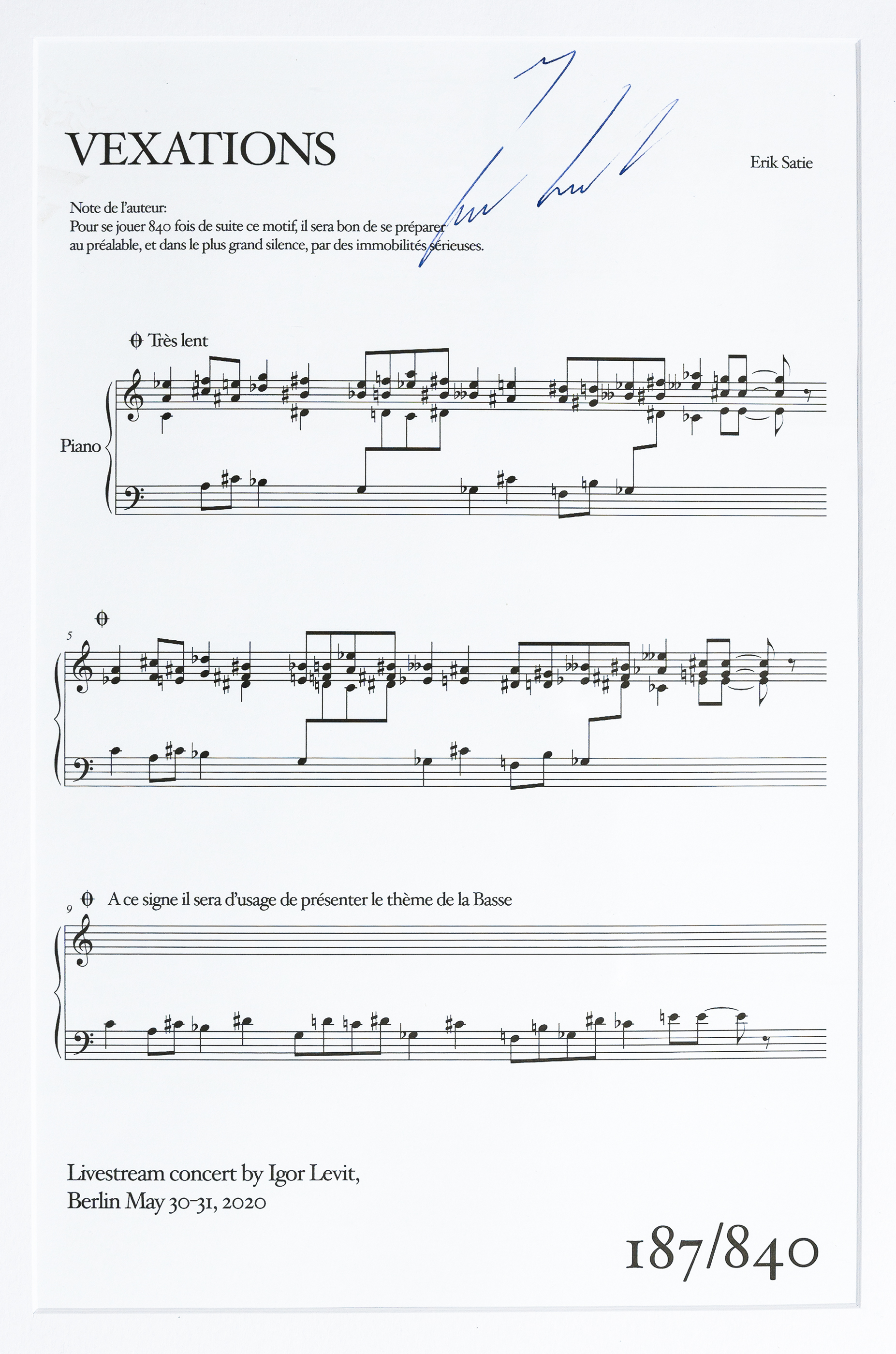
Eines von 840 signierten Notenblättern aus Levits
15-stündigem Konzert Ende Mai 2020. Mit dem Verkaufserlös unterstützte er Musiker während der COVID19-Pandemie

Levit meldete sich mehrfach auf Twitter mit politischen Äußerungen zu Wort, in denen er sich unter anderem gegen Antisemitismus und Ausgrenzung Geflüchteter wandte.
Im Jahr 2014 wurde Levit mit einem Echo Klassik ausgezeichnet. Aus Protest gegen die Auszeichnung der Rapper Farid Bang und Kollegah bei der Echoverleihung 2018 gab Levit, der aus einer jüdischen Familie stammt, seinen Echo zurück und erklärte: „Antisemitischen Parolen eine solche Plattform und Auszeichnungen zu geben, ist unerträglich.“
2015 bezeichnete er auf Twitter einen Politiker der Partei Alternative für Deutschland als „widerwärtigen Drecksack“ und sprach deren Mitgliedern das „Menschsein“ ab. Nach Kritik erklärte Levit dazu, er habe das Wort „Menschsein“ im Sinne des jiddischen Wortes „Mentsch“ gebraucht, welches einen „ehrenhaften, umsichtigen Menschen“ meint.
Mitte November 2019 erhielt er eine E-Mail mit einer Morddrohung. Daraufhin veröffentlichte er am 29. Dezember 2019 im Tagesspiegel einen Gastbeitrag unter dem Titel Habe ich Angst? Ja, aber nicht um mich. Diesen nahm anschließend Bundestagspräsident Schäuble zum Anlass, alle Bürger aufzufordern, „dem Antisemitismus in Deutschland Einhalt zu gebieten“. Auch der damalige Grünen-Parteivorsitzende Robert Habeck zollte Levit für seinen Beitrag Respekt.
Levit ist Mitglied von Bündnis 90/Die Grünen. 2019 unterstützte er Fridays for Future mit seinem Klavierspiel auf der Straße. Unter dem Motto „Flügel statt Flügel“ protestierte Levit im Oktober 2020 mit anderen Musikern vor dem Potsdamer Landtag musikalisch gegen die rechtsextreme Strömung Der Flügel innerhalb der AfD. Am 4. Dezember 2020 unterstützte er die Demonstrationen im Dannenröder Forst mit einem Auftritt am Klavier im Wald.
Levit verkaufte Anfang März 2021 die 840 Notenblätter seiner Live-Darbietung von Erik Saties Vexations, um Musiker in der Pandemie zu unterstützen.
Auf Vorschlag der Landtagsfraktion von Bündnis 90/Die Grünen wurde Levit 2022 zum Mitglied der 17. Bundesversammlung für Niedersachsen gewählt.
Im Juni 2022 kritisierte Levit Äußerungen des damaligen ukrainischen Botschafters Andrij Melnyk über den ukrainischen Partisanenführer und NS-Kollaborateur Stepan Bandera.

## Rezeption
Eleonore Büning bescheinigte ihm 2010 in der Frankfurter Allgemeinen Zeitung, schon vor dem Examen „einer der großen Pianisten dieses Jahrhunderts“ zu sein. Wilhelm Sinkovicz nannte ihn wenig später in der Presse einen „Künstler, der mit Bravour alle technischen Kniffligkeiten löst. Bei aller Virtuosität macht Levit jedoch immer voll Poesie Musik.“ Im Oktober 2011 strahlte 3sat den 45-minütigen Dokumentarfilm Igor Levit – mein Liszt über den Pianisten und seine Vorliebe für die Musik Franz Liszts aus. Kai Luehrs-Kaiser erklärte 2013, was Levits Talent wirklich sei, könne man erst in zehn Jahren wissen.
2020 löste der Musikkritiker Helmut Mauró von der Süddeutschen Zeitung eine Kontroverse aus. Mauró kritisierte im Artikel Igor Levit ist müde vom 16. Oktober 2020, Levit habe jenseits seiner Aktivitäten auf Twitter keine Leistungen erbracht, die das ihm zuvor verliehene Bundesverdienstkreuz rechtfertigen würden. Nutzern von Twittern warf er vor, eine „Opferanspruchsideologie“ zu vertreten und ein „opfermoralisch begründbares Recht auf Hass und Verleumdung“ auszuüben. Neben diesen Vorwürfen bewertete er Levits Einspielung der Klaviersonaten Beethovens als „unerheblich“ und bezeichnete den russischen Pianisten Daniil Trifonow als Levit überlegen. Bereits 2019 hatte Mauró ihm in einer Konzertrezension vorgeworfen, dass seine Musikalität nur „erarbeitet“, „aufgesagt“ und „vorgespielt“ sei. Christiane Peitz vom Tagesspiegel sah in dieser Argumentation die antisemitischen Stereotype der Angriffe Richard Wagners gegen Felix Mendelssohn Bartholdy.
Levit bezeichnete Maurós Text als „unzweideutig antisemitisch konnotiert“. Laut Levit hatte SZ-Chefredakteur Wolfgang Krach zunächst betont, hinter Maurós Beitrag zu stehen. Dieser erregte jedoch öffentlich starken Widerspruch: So bezeichnete es Bernhard Neuhoff, Klassik-Redaktionsleiter beim Bayerischen Rundfunk, als „klassische Opfer-Täter-Umkehr“, dass es als „ideologisch und verleumderisch bezeichnet wird, wenn sich ein Jude darüber aufregt, dass Juden in Deutschland mit dem Tod bedroht werden“. Johannes Schneider wies in diesem Kontext in der Zeit darauf hin, dass die AfD-Fraktionsvorsitzende Alice Weidel Bundespräsident Frank-Walter Steinmeier bereits zuvor öffentlich beschuldigt hatte, mit der Auszeichnung Levits „die Spaltung in unserem Land zu vertiefen“. Am 20. Oktober veröffentlichte Krach zusammen mit Co-Chefredakteurin Judith Wittwer einen Text, in dem sie sich bei Levit und den Lesern der SZ dafür entschuldigten, dass manche den Text als antisemitisch empfänden und etliche Levit durch diesen Beitrag als Künstler und Menschen herabgewürdigt sähen. Der Schriftsteller Maxim Biller widersprach Levit und bezeichnete Maurós Artikel in einer Zeit-Kolumne ironisch als „so antisemitisch […] wie die dunkelrote Nachmittagssonne“. Auch Anna Schneider bewertete in der NZZ die Antisemitismusvorwürfe als substanzlos und kritisierte das Einknicken der Chefredaktion der SZ als hasenfüßig. Dass sich Levit, der „gerne polemisch und oft unter der Gürtellinie“ twittere, laut SZ „als Mensch herabgewürdigt“ sehe, sei „schon deshalb interessant, weil Levit selbst schon Andersdenkenden das Menschsein abgesprochen hat.“

## Diskografie (Auswahl)
- Beethoven: The Late Piano Sonatas. Ludwig van Beethoven: Klaviersonate Nr. 28 in A-Dur op. 101, Klaviersonate Nr. 29 B-Dur op. 106, Klaviersonate Nr. 30 op. 109 in E-Dur, Sonate Nr. 31 As-Dur op. 110, Klaviersonate Nr. 32 in c-Moll, op. 111. (Sony Classical 2013, Aufnahme zwischen dem 2. bis 5. Januar und 3. bis 5. Februar 2013 in der Siemensvilla in Berlin-Lankwitz.)[17]
- Bach: Partitas. Johann Sebastian Bach: Partita Nr. 1 in B-Dur BWV 825, Partita Nr. 2 in c-Moll BWV 826, Partita Nr. 4 in D-Dur BWV 828, Partita Nr. 3 in a-Moll BWV 827, Partita Nr. 5 in G-Dur BWV 829, Partita Nr. 6 in e-Moll BWV 830. (Sony Classical 2014, Aufnahme zwischen dem 23. bis 26. Januar und dem 8. bis 11. Mai 2014 im Saal 1 des Funkhaus Nalepastraße in Berlin.)[55]
- Bach, Beethoven, Rzewski. Johann Sebastian Bach: Goldberg-Variationen, Ludwig van Beethoven: Diabelli-Variationen op. 120, Frederic Rzewski: The People United Will Never Be Defeated! (Sony Classical 2015, Aufnahme vom 6. bis 9. August 2015 im Funkhaus Nalepastraße.)[56]
- Life. Werke und Bearbeitungen von Ferruccio Busoni, Johann Sebastian Bach, Robert Schumann, Franz Liszt, Frederic Rzewski, Bill Evans (Sony Classical 2018)[57]
- Beethoven: Complete Piano Sonatas. Sämtliche Klaviersonaten 1 – 32 (Sony Classical 2019)[58]
- Encounter. Mit selten gespielten Bach- und Brahms-Bearbeitungen von Ferruccio Busoni und Max Reger sowie „Palais de Mari“, dem letzten Klavierstück von Morton Feldman. (Sony Classical 2020)[59]
- On DSCH. Mit 24 Präludien und Fugen op. 87 von Dmitri Schostakowitsch und Passacaglia on DSCH des britischen Komponisten Ronald Stevenson.(Sony Classical 2021)[60]
- Tristan. Franz Liszt: Liebestraum Nr. 3 S 541/3, Harmonie du Soir aus den Études d’exécution transcendante S 139/11, Richard Wagner: Vorspiel zu Tristan und Isolde bearbeitet für Klavier von Zoltán Kocsis, Gustav Mahler: Sinfonie Nr. 10: Adagio bearbeitet für Klavier von Ronald Stevenson, Hans Werner Henze: Tristan - Préludes für Klavier, Tonbänder und Orchester (mit dem Gewandhausorchester unter Franz Welser-Möst) (Sony Classical 09.09.2022)[61] (Aufgenommen in Berlin, Philharmonie, Kammermusiksaal, 4.–7. September, 2020 (Liszt, Wagner, Mahler); Leipzig, Gewandhaus 26.–29. November, 2019 (Henze))[62][63]
- Fantasia. Mit Werken von Johann Sebastian Bach, Franz Liszt, Alban Berg und Ferruccio Busoni. 2 CDs (Sony Classical 2023)[64][65]
- Mendelssohn. Lieder ohne Worte. Zunächst online (Sony Classical 2023), CD (Sony Classical 2024)[66]
- Igor Levit (Klavier), Christian Thielemann (Klavier), Wiener Philharmoniker
- Christian Thielemann (Leitung): Johannes Brahms: Klavierkonzerte Nr. 1 d-Moll op. 15, Klavierkonzert Nr. 2 B-Dur op. 83, Fantasien op. 116, Intermezzi op. 117, Klavierstücke op. 118, Klavierstücke op. 119, Walzer für Klavier zu vier Händen A-Dur op. 39 Nr. 15, Sony Classical (3 CDs).

## Auszeichnungen (Auswahl)
- 2004: 2. Preis beim International Maria Callas Grand Prix in Athen[67]
- 2004: 1. Preis beim 9th International Hamamatsu Piano Academy Competition in Hamamatsu[68]
- 2004: 2. Preis beim Kissinger Klavierolymp[69]
- 2005: Silbermedaille beim Arthur Rubinstein International Piano Master Competition in Tel Aviv, sowie „den Sonderpreis für Kammermusik, den Publikumspreis und den Sonderpreis für die beste Aufführung des zeitgenössischen Pflichtstücks“[70]
- 2005: Praetorius-Förderpreis des Landes Niedersachsen[71]
- 2009: Luitpoldpreis beim Kissinger Sommer[72]
- 2013: WEMAG-Solistenpreis bei den Festspielen Mecklenburg-Vorpommern[73]
- 2013: Young Artist Award der Royal Philharmonic Society[74]
- 2014: Preis Årets Internationale CD des dänischen Radiosenders DR P2 für Beethoven: The Late Piano Sonatas[75]
- 2014: Echo Klassik in der Kategorie Solistische Einspielung des Jahres für die Aufnahme Beethoven: The Late Piano Sonatas. Am 16. April 2018 gab Igor Levit den Preis aus Protest gegen Antisemitismus wieder zurück[76]
- 2014: Preis der deutschen Schallplattenkritik für Beethoven: The Late Piano Sonatas[77]
- 2014: Newcomer Prize bei den BBC Music Magazine Awards[78]
- 2016: Gramophone Award für die Einspielung Bach, Beethoven, Rzewski[79]
- 2018: Gilmore Artist Award[80]
- 2019: Opus Klassik in der Kategorie Instrumentalist des Jahres[81]
- 2019: Internationaler Beethovenpreis[82]
- 2020: „Gabe der Erinnerung“ des Internationalen Auschwitz Komitees[83]
- 2020: Bundesverdienstkreuz am Bande[84]
- 2020: Gramophone Award in der Kategorie Instrumental im Zusammenhang mit seiner Einspielung und Interpretation der Beethoven-Sonaten[85][86]
- 2020: Preis für Verständigung und Toleranz des Jüdischen Museums Berlin[87]
- 2020: Opus Klassik als Bestseller des Jahres für die Gesamteinspielung der Beethoven-Klaviersonaten[88]
- 2021: Artist in Residence der Tonhalle Düsseldorf (mit acht Konzerten ohne Live-Übertragung)[89]
- 2021: Niedersächsischer Staatspreis für das Jahr 2020[90]
- 2021: Preis für den Dialog der Kulturen des Instituts für Auslandsbeziehungen[91]
- 2021: Winfried-Preis[92]
- 2022: Carl-von-Ossietzky-Preis[93]
- 2022: Ludwig-Landmann Preis für Mut und Haltung.[94]
- 2022: Urania-Medaille[95]
- 2022: Opus Klassik in der Kategorie Solistische Einspielung Instrument für On DSCH[96]
- 2024: Buber-Rosenzweig-Medaille[97]
- 2024: Deutscher Nationalpreis[98]
- 2025: Kaiser-Otto-Preis[99]
- 2025: Schillerpreis der Stadt Marbach am Neckar[100]

## Audio
- Der Pianist Igor Levit Zwischentöne. Musik und Fragen zur Person, im Gespräch mit Tanja Runow, Deutschlandfunk 6. Oktober 2019.
- Christoph Amend, Jochen Wegner: Warum brauchen Menschen jetzt Musik, Igor Levit? In: Alles gesagt? Interviewpodcast von Zeit Online. 2. April 2020.
- Der Klavierpodcast mit Igor Levit und Anselm Cybinski. Igor Levit und Anselm Cybinski im Gespräch über alle 32 Klaviersonaten von Ludwig van Beethoven (Name der ersten Staffel: 32× Beethoven) und einige Variationswerke, besprochen wurden die Goldberg-Variationen BWV 988 von Johann Sebastian Bach, die Duport-Variationen KV 573 von Wolfgang Amadeus Mozart, die f-Moll-Variationen von Joseph Haydn, das Hexaméron von Franz Liszt, Frédéric Chopin, Carl Czerny, Henri Herz, Johann Peter Pixis und Sigismund Thalberg, die Variationen op. 34 und op. 35 (Eroica-Variationen) von Ludwig van Beethoven, die Variations sérieuses von Felix Mendelssohn Bartholdy, die Passacaglia on DSCH von Ronald Stevenson, die Diabelli-Variationen op. 120 von Ludwig van Beethoven, The People United Will Never Be Defeated! von Frederic Rzewski, die Variationen über "Weinen, Klagen, Sorgen, Zagen" (Ein Thema von Johann Sebastian Bach) von Franz Liszt, die Geistervariationen von Robert Schumann, die Variationen und Fuge über ein Thema von Händel von Johannes Brahms, die Variationen und Fuge über ein Thema von Johann Sebastian Bach op. 81 von Max Reger und die Variationen über ein Thema von Corelli op. 42 von Sergei Rachmaninow (Name der zweiten Staffel: Alles wird anders), BR-Klassik, 2020, 2021.
- Podcast Die Zeit - Arbeit vom 26. September 2023: Frisch an die Arbeit. Igor Levit: "Klassische Musik ist nicht konservativ", von Daniel Erk
- NDR Kultur Das Gespräch vom 19. November 2023: Igor Levit im Gespräch mit Bernhard Neuhoff

## Filme (Auswahl)
- Igor Levit – Mein Liszt. Dokumentarfilm (2011), 43:00 Min., Regie: Andreas Morell, Produktion: AVE Gesellschaft für Fernsehproduktion, Erstsendung: 8. Oktober 2011 auf 3sat, Deutschland, Inhaltsangabe von AVE Gesellschaft für Fernsehproduktion.
- Igor Levit – No Fear. Regie Regina Schilling, Deutschland 2022; Zero one film in Koproduktion mit ARTE/rbb.[101]

## Schriften
- mit Florian Zinnecker: Hauskonzert. Carl Hanser, München 2021, ISBN 978-3-446-26960-6.

## Schüler
- Lukas Sternath (* 2001), österreichischer Pianist

## Trivia
Das Artwork zu Igor Levits auf CD und Vinyl veröffentlichtem Album On DSCH (2021) gestaltete Christoph Niemann.